# Seres András
András Seres (în publicațiile maghiare sub pseudonimul Komlósi Előd) (n. Crizbav, 23 martie 1935 - d. Arcuș, 25 noiembrie 1992) a fost un  etnograf român de origine maghiară.

## Biografia

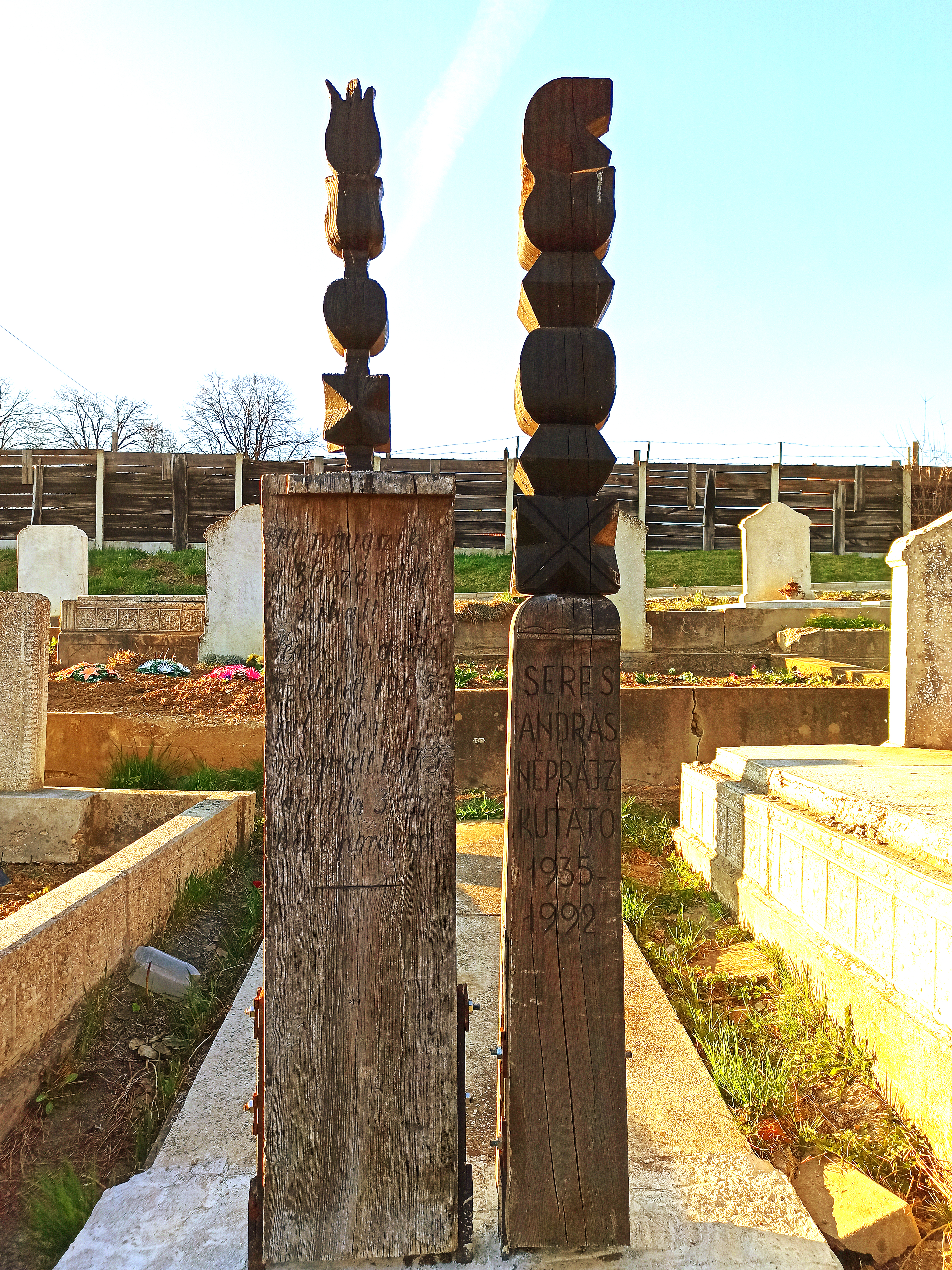
Stâlpul funerar al lui András Seres

Nu și-a obținut calificările la universitate. El și-a depășit dezavantajul în comparație cu cercetătorii absolvenți prin sârguință și perseverență. Inițial autodidact, nu a reușit să găsească un loc de muncă care să corespundă intereselor sale, așa că, după terminarea studiilor, a lucrat alături de părinții săi ca agricultor, apoi la Fabrica de cicoare din Brașov, în minele de cărbune de pe Valea Jiului și ca zootehnist la fermele de animale din apropierea satului natal. 
Un moment de cotitură important în viața sa a fost transferul la Centrul de Îndrumare a Creației Populare și Mișcării Artistice de Masă din cadrul Centrului Județean Covasna din Sfântu Gheorghe (1971), unde a lucrat până la moartea sa. 
A murit în 1992, abandonat, în apartamentul său din Arcuș, la vârsta de 57 de ani și a fost înmormântat în Cimitirul evanghelic-luteran din Crizbav.
Ca o recunoaștere tardivă a activității sale, în 2010 i s-a acordat postum titlul de cetățean de onoare al municipiului Săcele.

## Opera
Principalul său domeniu de cercetare a fost etnografia zonei în care s-a născut, Țara Bârsei, în special în domeniul ceramicii, broderiei, picturii de mobilier și folclorului. Avea un simț ascuțit pentru a găsi subiecte fascinante care au fost puțin cercetate. Deoarece a studiat tradițiile unei regiuni puțin cunoscute, colecțiile sale sunt de mare importanță.
În timp, limitele geografice ale ariei sale de cercetare s-au extins treptat (Țara Făgărașului, Comitatul Trei Scaune, Ghimeș, Moldova). Până la moartea sa, a reușit să prelucreze doar o parte din materialul colectat. Colecția sa, rezultatul fascinației sale pentru cultura materială, a fost în mare parte pierdută după moartea sa. Multe dintre scrierile sale au rămas în manuscris.
Expozițiile sale personale de fotografie arată că a considerat important să sublinieze valoarea estetică a obiectelor atunci când le surprinde. Multe dintre fotografiile sale au fost folosite la compilarea volumelor Enciclopediei etnografice maghiare.  
A simțit responsabilitatea de a sprijini artiștii naivi și amatori locali, organizând mai multe expoziții cu lucrările lor.

## Principalele sale lucrări
- Broderia noastră populară. I. Modele de broderie ale cămășilor fetelor ceangăi din Țara Bârsei.  Centrul de Îndrumare a Creației Populare și Mișcării Artistice de Masă din județul Covasna, Sfântu Gheorghe-Miercurea Ciuc, 1972
- Broderia noastră populară. II. Modele de broderie de cămăși pentru bărbații ceangăi, cămăși pentru bătrâne și șaluri decorative din Țara Bârsei. Centrul de Îndrumare a Creației Populare și Mișcării Artistice de Masă din județul Covasna, Sfântu Gheorghe, 1973
- Maeștri populari. Florile lui András Bálint. Centrul de Îndrumare a Creației Populare și Mișcării Artistice de Masă din județul Covasna, Sfântu Gheorghe, 1974
- Vechile centre de ceramică ale județului Covasna. În: Zoltán Székely - Klára Gazda - Sándor Kovács - Albert Kozák: Vol. VI-VII. Studii și comunicări. Muzeul Sfântu Gheorghe, 1974-1975, p. 267-305.
- Distracția de iarnă a tinerilor este în Budila, Țara Bârsei, Transilvania și de-a lungul Târnavei Mari, râurilor Feernic și Homorod. În: Zoltán Székely - Klára Gazda - Sándor Kovács - Albert Kozák - Jenő Zágoni: Vol. VIII-IX. Studii și comunicări. Muzeul Sfântu Gheorghe, 1976-1977, p. 329-342.
- Săcele „Mobilier ceangăiesc”. În: Károly Kós: Documente etnografice 1976, Editura Kriterion, București, 1976, p. 103-112.
- Despre ceramica populară în Țara Făgărașului. În: Károly Kós - József Faragó: Documente etnografice 1980. Editura Kriterion, București, 1980, p. 92-99.
- Creaturi minunate ale pădurilor și apelor din Comitatul Trei Scaune și peisajul rural din jur. În: Károly Kós - József Faragó: Documente etnografice 1981. Editura Kriterion, București, 1981. p. 185-196.
- Maeștri ai artei naive. Comitetul Județean de Educație Cultural Socialistă Covasna. Sfântu Gheorghe, 1982
- Vilmos Keszeg -  Poezia populară maghiară și obiceiurile populare din Țara Bârsei.  Editura Kriterion, București, 1984
- Caietul de cântece ceangăiești-maghiare. Moldova, 1972–1988. Melodiile sunt înregistrate de Csaba Szabó. Editura Héttorony, Budapesta, 1991 (reeditare: 2013 + DVD-ROM)
- Petru cel Mic, Petru cel Mare. Povești amuzante, adome și anecdote. Editura Dacia, Cluj-Napoca, 1992
- Mărturia martorului războiului de independență din 1848-49 ; Editura Novos, Sfântu Gheorghe, 1992
- Ceangăii moldoveni. În: Károly Kós - József Faragó: Documente etnografice 1994. Editura Kriterion, București, 1994. p. 319-332.